# Пронозівська сільська рада
Пронозівська сільська рада — колишній орган місцевого самоврядування у Глобинському районі Полтавської області з центром у селі Пронозівка.

## Географія

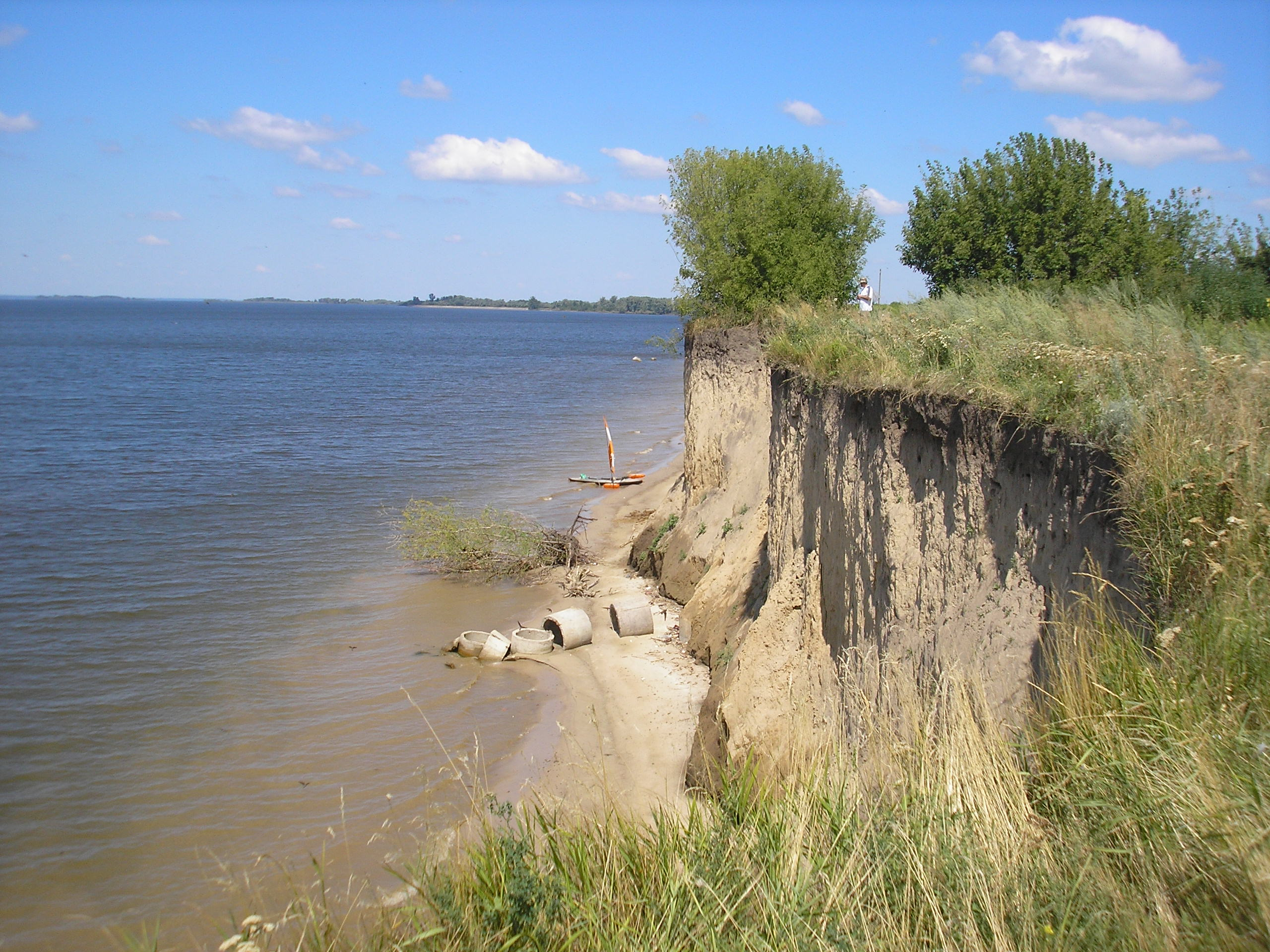
Берег Кременчуцького водосховища поблизу села Мозоліївка

Сільська рада межує з Броварківською, Борисівською, Бугаївською сільськими радами та Градизькою селищною радою. Знаходиться на березі Кременчуцького водосховища.
Пронозівська сільська рада розташована в лісостеповій зоні. Ґрунти переважно чорноземні.
Площа сільської ради — 9210,9 га , 71 % території — сільськогосподарські землі, 21 % — водосховище, ставки, озера, канали, 4 % — лісовкриті площі, 1 % — інші землі.

## Транспорт
Територію ради пересікає траса національного значення Н08Бориспіль—Кременчук—Дніпропетровськ—Запоріжжя.

## Населення
Населення сільської ради на 1 січня 2011 року становить 2390 осіб у 5 підпорядкованих населених пунктах: Пронозівка, Васьківка, Кагамлик, Мозоліївка, Шушвалівка.
| № | Назва села | 2001 чол. | 2011 чол. |
| - | ---------- | --------- | --------- |
| 1 | Пронозівка | 854       | 744       |
| 2 | Васьківка  | 61        | 67        |
| 3 | Кагамлик   | 736       | 671       |
| 4 | Мозоліївка | 887       | 720       |
| 5 | Шушвалівка | 259       | 188       |
|   | всього     | 2797      | 2390      |

## Влада
- Пронозівський сільський голова — Скриль Степан Васильович.[1]
- Секретар сільської ради — Дрібниця Валентина Вікторівна.[1]
- 20 депутатів сільської ради[1]:
  1. Безкоровайна Надія Іванівна
  2. Полівара Ніна Сергіївна
  3. Давиденко Леонід Володимирович
  4. Швидя Костянтин Олександрович
  5. Позняк Любов Пантелеймонівна
  6. Сушик Віктор Васильович
  7. Ломака Ніна Миколаївна
  8. Кощій Надія Пантелеймонівна
  9. Скриль Іван Васильович
  10. Дрібниця Валентина Вікторівна
  11. Герасюк Юрій Васильович
  12. Паращенко Олександр Олександрович
  13. Радченко Світлана Григорівна
  14. Довгопола Зоя Миколаївна
  15. Снитка Ніна Василівна
  16. Брегеда Наталія Петрівна
  17. Ченчик Олександр Михайлович
  18. Савлук Ірина Володимирівна
  19. Ломака Іван Іванович
  20. Гнененко Ольга Вікторівна

## Економіка
Виробнича спеціалізація підприємств, розташованих на території Пронозівської сільської ради: вирощування зернових, зернобобових та технічних культур.
Провідні підприємства:
| № | Назва села         | П. І. Б. керівника                | Вид діяльності    | Загальна площа земель, га | Кількість працюючих, чол. |
| - | ------------------ | --------------------------------- | ----------------- | ------------------------- | ------------------------- |
| 1 | ТОВ СГП «Надія»    | Голобородько Олександр Григорович | С/г виробництво   | 2659,294                  | 112                       |
| 2 | ПВП «Будматеріали» | Клименко Анатолій Миколайович     | Виробництво цегли | 12,2                      | 53                        |
| 3 | ТОВ «Агро-Сула»    | Яременко Катерина Михайлівна      | С/г виробництво   | 723,83                    | 27                        |
| 4 | СФГ «Явір»         | Скриль Іван Васильович            | С/г виробництво   | 25,1                      | 1                         |
| 5 | СФГ «Нива»         | Кривенко Микола Йосипович         | С/г виробництво   | 17,25                     | 1                         |
| 6 | СФГ «Зоря»         | Хомуляк Борис Федорович           | С/г виробництво   | 131,11                    | 5                         |

Базові с. г. підприємства: ТОВ СГП «Надія», ТОВ «Агро-Сула».
Найбільші орендарі землі: ТОВ СГП «Надія», ТОВ «Агро-Сула», СФГ «Верест».

## Освіта
На території сільської ради розміщено 3 заклади освіти:
- Пронозівська загальноосвітня школа І-ІІІ ступенів, директор -Романенко Ігор Володимирович;
- Кагамлицька загальноосвітня школа І-ІІ ступенів, директор — Сокол Любов Олександрівна;
- Пронозівський дитячий садок «Сонечко», завідувачка -Півень Наталія Миколаївна.

## Культура

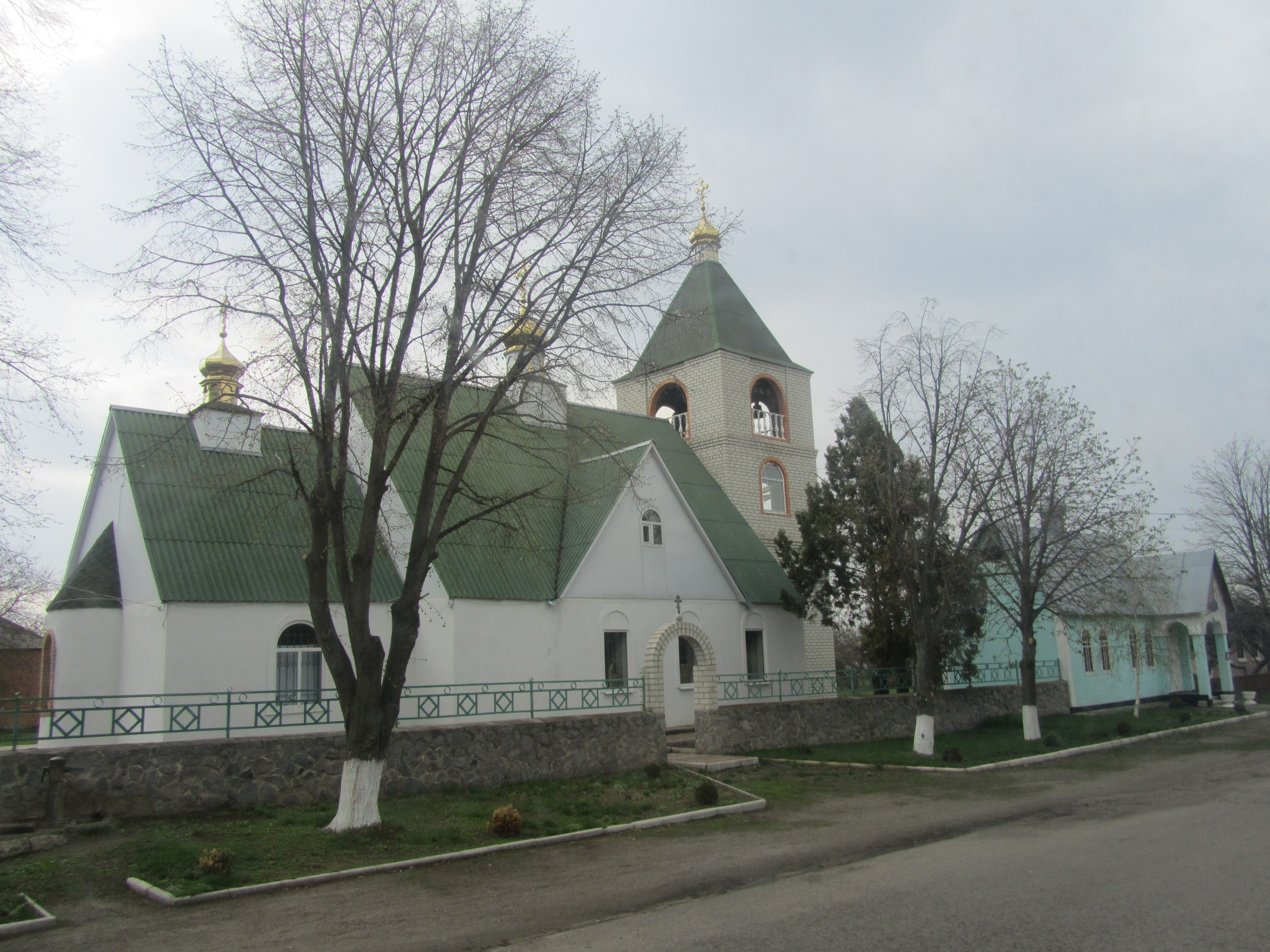
Храм у Пронозівці

Діють два клуби, дві бібліотеки та один будинок культури:
- Пронозівський сільський будинок культури, директор — Скриль Людмила Антонівна
- Кагамлицький сільський клуб, завідувач — Надточій Сергій Іванович
- Мозоліївський сільський клуб, завідувачка — Брегеда Наталія Петрівна
- Пронозівська сільська бібліотека, завідувачка — Піщенюк Віра Віталіївна
- Мозоліївська сільська бібліотека, завідувачка — Макаєва Валентина Петрівна

## Медицина

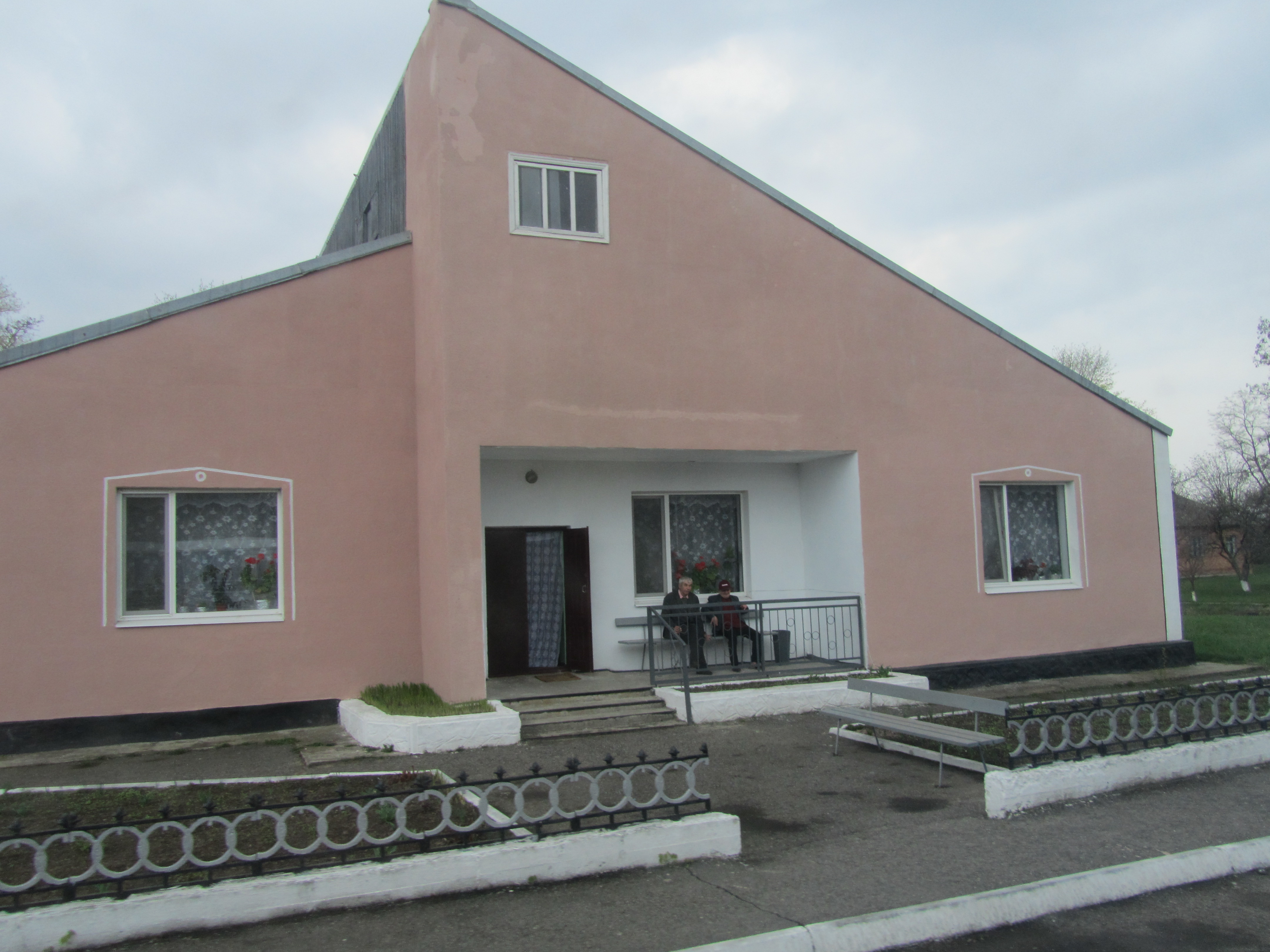
Лікарня у Пронозівці

Діють три заклади медичного обслуговування:
- Пронозівська амбулаторія загальної практики сімейної медицини-головний лікар Герасюк Юрій Васильович
- Кагамлицький ФАП-завідувачка Гайдаренко Ольга Олегівна
- Мозоліївський ФАП-завідувачка Савлук Ірина Володимирівна